# ラ・ブレア
『ラ・ブレア』（原題：La Brea）は、オーストラリアのメルボルンで撮影が行われた、アメリカ合衆国のSFドラマシリーズ。2021年9月28日にNBCで初めて放送された。脚本と製作総指揮はデヴィッド・アッペルバウムが務める。本作では、大都市ロサンゼルスで突然大規模な崩落事故が発生し、巨大な陥没穴が出現する。その先には紀元前1万年の世界が広がっており、再会を果たすべく先史時代の世界を生き抜く家族の姿が描かれる。
日本ではHuluで独占配信が行われており、2022年4月29日から第1シリーズ、2023年7月29日から第2シリーズ、2024年4月26日から第3シリーズが配信されている。

## あらすじ
アメリカ合衆国・ロサンゼルスで暮らす高校生の兄妹ジョシュとイジーは、ある朝母親イヴの運転する車で通学していた。ラ・ブレア地区での信号待ちの最中、突然の轟音とともに地面が割れ、巨大な陥没穴が出現する。人々が次々に穴に転落していく中、ジョシュも吸い込まれ、救出すべく動いたイヴも穴の中に姿を消す。イヴから逃げるように指示されたイジーは涙を流しながら逃走に成功する。崩落事故は甚大であり、住人や車両はおろか建造物も含めてラ・ブレア地区一帯が消滅した。
イジーは家族と別居中であった父ギャヴィンを頼る。ギャヴィンは元空軍パイロットであり、過去の墜落事故をきっかけとする後遺症の幻覚に悩まされてアルコール漬けの日々を送り、結婚生活の破綻を迎えていた。崩落事故からこの幻覚には見知らぬ場所で助けを求めるジョシュとイヴの姿が現れるようになり、この幻覚の現実感を以てギャヴィンはこれを事実と判断する。ギャヴィンが政府に救助活動を要請したところ、ギャヴィンの目にした幻覚の内容が政府関係者の目に留まり、彼らは救出ミッションの根幹をギャヴィンに託す。ラ・ブレア地区と同様の陥没穴は合衆国内の各地に出現しており、米国政府は穴の先に異世界が存在することを既に認識し、これを極秘の調査対象に指定していたのである。紀元前1万年の世界から家族を救うギャヴィンの救出活動が幕を開ける。
穴に転落した人々は自然界に晒され、素性も分からない者同士でサバイバル生活を送る。最終的にイヴをはじめとする生存者らは別の時代への時空移動が可能な光を発見するが、ジョシュとその友人ライリーは光に呑み込まれ、1988年へ転送される。現代からやって来たレベッカ・アルトリッジであれば彼らの救出が可能であると耳にしたイヴは、ガラスと鋼鉄で建造された未知の高層ビルに向かったレベッカを追って北の森に出発する。しかし、道中オーパーツで武装した集団による襲撃を受け、イヴは囚われの身となる。
一方で家族の救出を目指すギャヴィンとイジーはシアトルに位置する陥没穴から紀元前1万年の世界に突入し、ロサンゼルスを目指して歩を進める。

## キャスト
イジー・ハリス
演 - ザイラ・グレツキ/ 日本語吹替 - 松井暁波
イヴ・ハリス
演 - ナタリー・ジー / 日本語吹替 - 宮島依里
ジョシュ・ハリス
演 - ジャック・マーティン / 日本語吹替 - 新祐樹
ギャヴィン・ハリス
演 - オーエン・マッケン / 日本語吹替 - 福田賢二
タイ・コールマン
演 - チャイク・オコンクォ / 日本語吹替 - 杉村憲司
スコット・イスラニ
演 - ローハン・ミルチャンダニー / 日本語吹替 - 中尾智
サム・ベレス
演 - ジョン・セダ / 日本語吹替 - 花輪英司
メリべス・ヘイズ
演 - カリーナ・ローグ / 日本語吹替 - 木村香央里
ルーカス・ヘイズ
演 - ジョシュ・マッケンジー/ 日本語吹替 - [[]]
ヴェロニカ
演 - リリー・サンティアゴ / 日本語吹替 - 京花優希
ライリー・ヘイズ
演 - ヴェロニカ・セントクレア / 日本語吹替 - [[]]
リーヴァイ・デルガド
演 - ニコラス・ゴンザレス / 日本語吹替 - 長谷川敦央
パオラ
演 - トナンツィン・カルメロ
- 日本語吹替版スタッフ
翻訳：馬場亮/佐藤志帆、演出：小山悟、録音/調整：高木俊明、制作：東北新社

## 制作
『ラ・ブレア』は2020年1月15日にNBCからパイロット版を受注した。パイロット版の監督はトール・フロイデンタール、脚本はデヴィッド・アッペルバウムが担当した。シリーズに携わった製作会社はKeshet StudiosとUniversal Televisionであった。2021年1月12日にNBCが全10話の第1シリーズの製作を発注し、アッペルバウムがクリエイターを務めた。NBCは2021年11月12日にシリーズを更新し、全14話の第2シリーズの製作が報じられた。
NBCは2023年1月31日はシリーズを更新したが、第3シリーズは全6話となった。キャストは各シーズンにおいて最低10話分の給与を要する契約を締結していたが、出演者数を6人に削減する代わりに、シーズン終了後に他の番組で自由に仕事ができるようにする契約解除の申し出を受け入れた。2023年11月20日には、第3シリーズが最終シリーズとなることが明かされた。

### 配役
2020年2月、マイケル・レイモンド＝ジェームズとカリーナ・ローグ、ザイラ・グレツキ、ケイレブ・ルミナー、エンジェル・パーカー、キャサリン・デント、ヴェロニカ・セント・クレア、Jag Bal、チャイク・オコンクォがシリーズのレギュラーキャラクター、ナタリー・ジーが主役としてキャスティングされた。2020年3月にはジョン・セダとリタ・エンジェル・テイラーがメインキャストに加わった。2021年3月4日にはオーエン・マッケンとジャック・マーティンがそれぞれレイモンド＝ジェームズとルミナーと置き換わる形でキャスティングされ、またリリー・サンティアゴがメインキャストに加わった。さらに、登場する一家の姓がハリスに変更された。同年3月22日にはニコラス・ゴンザレスとロハン・ミルチャンダニーがレギュラーキャラクター役でシリーズに参加した。同年4月にはジョシュ・マッケンジーがレギュラーキャラクター、アイオン・スカイが複数回登場する登場人物の役でキャスティングされ、またテイラーと置き換わる形でChloe De Los Santosがキャスティングされた。
2022年5月12日には、トナンツィン・カルメロとMichelle Vergara Moore (en) が第2シリーズのレギュラーキャラクター役に昇進した。同年7月15日にはJonno Roberts、同年9月22日にはMartin Sensmeier (en) が複数回登場する人物の役で第2シリーズに加わった。

### 撮影
シリーズの撮影は2021年5月3日にオーストラリアのメルボルンで開始され、同年9月に終了した。撮影の主要部分はビクトリア州で収録され、第1シリーズの撮影は9月に完了した。本作にはエフェクトが多く使用されたため、オーストラリアで7,100万ドル、うちヴィクトリア州で6,000万ドルを費やした。これは同州において、2009年に完成したHBOの『ザ・パシフィック』以来の最高額である。
第2シリーズの撮影も同様にヴィクトリア州で実施された一方、第3シリーズの撮影はクイーンズランド州で実施された。

## 放送
| 国・地域       | 放送・配信開始 | 放送局・配信サービス | 出典   |
| -------------- | -------------- | -------------------- | ------ |
| アメリカ合衆国 | 2021年9月28日  | NBC                  | [ 4 ]  |
| ドイツ         | 2022年4月24日  | Sky One (en)         | [ 30 ] |
| 日本           | 2022年4月29日  | Hulu                 | [ 1 ]  |
| イタリア       | 2022年6月8日   | Italia 1 (en)        | [ 31 ] |

## 評価

### 批評家の反応
グローブ・アンド・メール紙でのパイロット版のレビューにおいて『ラ・ブレア』は「惨めなほどに酷い」と酷評された。SCIFI.radioの批評家も「『ラ・ブレア』は私がネットワークテレビのSFで嫌いなものの全てである」とし、また空中に存在する時空間の裂け目から落下して生き延びた人間の統計的な多さをはじめ、内容が非科学的であると批判した。ガーディアン紙の批評家はシリーズが2022年にイギリスで公開された際に5段階評価で星1つを付けた。

### 賞
本作は2021年の秋に放送されたアメリカ合衆国のドラマのうち、同国内の18歳から49歳にかけての視聴者数が第1位であった。また本作は、2021年から2022年にかけての最も人気のある脚本テレビシリーズ200本のうち、ReFrameスタンプを授与された94本の一つでもある。このスタンプはジェンダーバランスの取れた雇用が証明された映画・テレビプロジェクトにジェンダー平等連合ReFrameと業界データベースIMDbProが授与するものであり、制作において8つの重要な役割のうち4つで女性（特に有色人種の女性）を雇用したプロジェクトに授与されるものである。
| 賞                             | 日付           | 部門                                            | 受賞者  | 結果       | 出典   |
| ------------------------------ | -------------- | ----------------------------------------------- | ------- | ---------- | ------ |
| ピープルズ・チョイス・アワード | 2021年12月7日  | Sci-Fi/Fantasy Show of 2021                     | La Brea | ノミネート | [ 36 ] |
| ピープルズ・チョイス・アワード | 2022年12月6日  | Sci-Fi/Fantasy Show of 2022                     | La Brea | ノミネート | [ 37 ] |
| サターン賞                     | 2022年10月25日 | Best Fantasy Television Series: Network / Cable | La Brea | ノミネート | [ 38 ] |